# 제주4·3평화상
제주4·3평화상은 제주4･3평화상위원회가 제주 4·3 사건 해결에 공헌하거나 세계 평화 인권운동에 헌신한 유공자를 선정하여 시상하는 상이다.

## 역대 수상자

### 2015년 1회
- 수상자: 김석범 (재일 작가)
- 수상 사유: 1957년 최초의 4･3소설 ‘까마귀의 죽음’을 발표하여 일본 사회에 제주4･3의 진상을 알리고 1976년 소설 ‘화산도’를 일본 문예 춘추사 '문학계'에 연재하기 시작해 1997년 원고지 3만매 분량의 원고를 탈고, 새로운 문학사조를 이루었다는 평가[1]

### 2017년 2회
- 수상자: 브루스 커밍스(미국 시카고대 석좌교수)
- 수상 소감: 제주도민을 대상으로 자행된 잔혹하고 광범위한 학살인 제주4.3은 미군정의 직접 통제에 따라 자행된 것은 분명한 사실, 제주도민들의 정성을 담은 제주4･3평화상을 받게 된 것은 특별한 명예이며 제주4･3과 한국의 민주화에 무한한 관심을 갖고 앞으로도 연구를 계속하고 싶다[2][3]

## 특별상
- 2015년 무하마드 이맘 아지즈(Muhammad Imam Aziz.54): 인도네시아 나들라툴 울라마(NU. Nahdlatul Ulama) 전국이사회 의장, 인도네시아에서 정치적인 이유로 50만 여명을 학살한 '1966년 학살'사건의 진상규명과 화해운동에 앞장서 국민통합에 기여

## 같이 보기
- 제주 4·3 사건